# Cambio constantiniano
Cambio constantiniano es un término usado por algunos teólogos e historiadores de la religión para describir los procesos y cambios teológicos y políticos experimentados por el cristianismo durante el reinado de Constantino en el siglo IV.

## Contexto Histórico
Este cambio comenzó en el siglo IV, alrededor del año 312 cuando Constantino I adoptó el cristianismo como su culto imperial luego de la Batalla del Puente Milvio. Sus legiones, que salieron victoriosas, lucharon bajo el "labarum", un estandarte con las dos primeras letras griegas del nombre de Cristo.
En el año 313, el Edicto de Milán legitimó la cristiandad junto a otras religiones practicadas en el Imperio romano. En el año 325, el Primer Concilio de Nicea señaló la consolidación del cristianismo bajo un edicto ortodoxo de Constantino, aunque esto no hizo que otros grupos cristianos salieran de la ilegalidad. En el año 380, el emperador Teodosio I hizo del cristianismo la religión oficial del Imperio romano (ver Imperio bizantino y los godos) e impuso el edicto el año 392 que prohibía todos los cultos paganos.
Durante el siglo IV, no había conexión entre iglesia y 
estado, aunque: En el curso de la controversia arriana, los obispos partidarios de la trinidad como Atanasio, Hilario de Poitiers y Gregorio de Nisa fueron prohibidos por los emperadores arrianos.
Hacia fines de siglo, el obispo Ambrosio de Milán hizo que el poderoso emperador Teodosio hiciera penitencia por varios meses después de la masacre de Tesalónica antes de volver a admitirlo en la eucaristía. Por otro lado, sólo unos pocos años después, Juan Crisóstomo, quien como obispo de Constantinopla fue notorio por criticar los excesos de la corte real, fue desterrado y murió durante su viaje al lugar de su exilio.

## Implicaciones teológicas del cambio
Los críticos apuntan a que este cambio fue el inicio de una era en que el cristianismo y la buena voluntad de Dios eran identificados con el Estado. Este fenómeno es conocido como cesaropapismo. En su forma extrema, dichos críticos dicen que el cristianismo se convirtió, más bien en una justificación religiosa para el ejercicio del poder y una herramienta de la expansión y mantenimiento del imperio, un imperio cristiano, también conocido como cristiandad.
Agustín de Hipona, que originalmente rechazó la violencia en temas religiosos, más tarde la justificó teológicamente en el caso de los heréticos como los donatistas, quienes arrasaban violentamente con sus oponentes. Antes que él, Atanasio creía que la violencia no se justificaba para eliminar las herejías que pudieran dañar a todos los futuros cristianos. Esto continuó la línea de pensamiento de Atanasio, que creía que cualquier medio justificaba la represión de la herejía arriana. En el año 385, Prisciliano, un obispo de España, fue el primer cristiano en ser ejecutado por herejía, aunque los líderes más prominentes de la iglesia rechazaron este veredicto.
Los teólogos críticos del Cambio constantiniano también lo ven como el punto en que la pertenencia a la iglesia cristiana se asoció más con la ciudadanía, que con una decisión personal. El teólogo estadounidense Stanley Hauerwas sostiene que el cambio como la fundación de la expresión de cristianismo en Estados Unidos, en nuestros días, se asocia con el patriotismo y la religión civil.

## Críticas
Vladimir Lossky en su discurso sobre teología mística de la iglesia oriental, arguye que el cristianismo occidental ha cambiado la forma de entender la religión cristiana teológicamente, lo que él atribuye a una desconexión con las tradiciones orientales, debido principalmente a que Medio Oriente queda bajo la regulación islámica y el Cisma de 1054 entre el Papa de Roma y las iglesias ortodoxas del Medio Oriente.
Sólo unos pocos eventos históricos atribuidos el cambio constantiniano han sido documentados en el Oriente por estudiosos o teólogos cristianos orientales. Existen unas pocas excepciones.
Desde el punto de vista de las tradiciones cristianas orientales, esta parte de la historia no contiene ninguna implicación moderna o contradicción con la doctrina de la iglesia. Esta desconexión también se origina en distorsiones históricas. Constantino continuó involucrándose en prácticas imperiales religiosas paganas. También practicaba la astrología, aun cuando se le podría tildar como catecúmeno. Sólo en su lecho de muerte, Constantino fue bautizado como cristiano, aunque era una práctica común en esa época. Luego del Concilio, Constantino llamó a Arrio que estaba en el exilio y desterró a Atanasio de Alejandría a Tréveris (Alemania).
Dentro del contexto histórico, estas dos facciones del cristianismo (arrianismo y trinitarismo) no resolvieron este conflicto en el Concilio de Nicea.
Sea por la cuestión de la religión de estado o por el cesaropapismo, ninguna de las grandes religiones mundiales ha funcionado nunca siendo una religión no estatal en algún punto de su historia. Esto puede ser observado incluso en la "República de India", refiriéndose a sí misma como Hindostán, lo que refleja la religión en el nombre de la nación. En las tradiciones budistas, se ve la teocracia del Tíbet, la cual sólo finalizó con la invasión china al Tíbet en 1959. En la tradición hebrea, esta práctica se aprecia en sus inicios con el Torá de Abraham, seguido por el Levítico y continuando hasta los saduceos. La relación del islam con el estado puede ejemplificarse en la monarquía de Arabia Saudí], cuyo poder de gobierno proviene de la monarquía, con el Quran y Shari'a como la constitución. Todo lo anterior ejemplifica un poder cívico que controla una institución religiosa, incluso si el poder cívico no se suscribe a la religión dada o actúa en pro de las tradiciones religiosas que ha adoptado.
Después de la Reforma, muchas Iglesias estatales europeas eran y se mantuvieron protestantes, como las de Dinamarca, Noruega e Islandia (Iglesias protestantes que se encuentran fuera de las comuniones católica y ortodoxa) y también las Iglesias estatales anglicanas, como la de Inglaterra y de Canadá.
En Occidente, un componente contextual muy importante de este conflicto carece de reconocimiento. De los dos personajes principales en el Concilio de Nicea, tanto Atanasio como Arrio eran de la iglesia egipcia en Alejandría. Dado que las enseñanzas de Arrio fueron la base del Concilio de Nicea, se puede decir que las enseñanzas de San Atanasio, y San Cirilo de Alejandría fueron la base del Concilio de Calcedonia a través de Eutiques. Luego, la idea de que un cambio en la validez o sinceridad del cristianismo debe ser atribuido a Constantino sería sacar los acontecimientos del contexto histórico y adjudicar mucho peso a la legalización del cristianismo en el Imperio romano por parte de Constantino. Y negar que el cambio constantiniano tuvo en cuenta el clima en la época del Imperio romano y los efectos de cristianos y sectarios en la estabilidad del imperio.
Las conclusiones del cambio constantiniano serían negar un movimiento activo en las comunidades cristianas de la época y su importancia histórica en la clarificación de qué significa ser cristiano.
La teoría del cambio constantiniano también niega la historia que siguió a la legalización del cristianismo por parte de Constantino, así como acontecimiento específicos que le sucedieron, una historia que incluye un breve período de unidad entre arianos y trinitarios. Cuando Juliano el Apóstata ascendió después de Constantino II al trono del Imperio romano de Oriente, Julio comenzó a reinstaurar el paganismo (ver Neoplatonismo y teúrgia) a expensas del cristianismo. Un punto a notar aquí es que aunque Teodosio I instituyó el cristianismo como una religión del Imperio romano a causa de la Guerra Gótica (376–382), sólo duró un período corto. Un momento decisivo fue la batalla de los Campos Cataláunicos en el año 451 enfrentando a los cristianos con los hunos paganos. Así como cuando Bizancio fue saqueada por los godos, el cristianismo fue instituido por Teodosio I, no fue adoptado por la legislación de los godos.
Apoyar la teoría del cambio constantiniano, también sería negar que Constantino se consideraba partidario del arrianismo, debido a la influencia de su historiador, Eusebio de Cesárea, así como el líder opositor arriano (y pariente de Constantino I) Eusebio de Nicomedia. Este fue la persona que Constantino eligió para llevar a cabo su bautizo. El conflicto entre Eusebio de Cesárea con Atanasio de Alejandría y Marcelo de Ancira influyó en que Constantino exiliara al primero y contribuyó a que Marcelo fuera confirmado como hereje. Por lo tanto, decir que Constantino impuso el cristianismo como una ortodoxia que propugnó, sería negar el contexto histórico. El cambio constantiniano no considera el poder que los integrantes de la secta arriana tenían y/o la influencia sobre Constantino I que poseían ambos Eusebios y los arrianos.